# Georg Strobl
Georg Strobl (ur. 9 lutego 1910 w Monachium, zm. 10 maja 1991) – niemiecki hokeista grający na pozycji środkowego, reprezentant Niemiec, brązowy medalista olimpijski z 1932 roku z Lake Placid. 

## Kariera sportowa
Przez całą karierę klubową występował w bawarskim klubie SC Riessersee. W barwach reprezentacji III Rzeszy uczestniczył w turniejach mistrzostw świata w 1933, 1934 i 1935 oraz zimowych igrzysk olimpijskich w 1932 i 1936. W 1932 roku w Lake Placid zdobył brązowy medal, występując we wszystkich sześciu meczach, a w jednym (drugim meczu przeciwko reprezentacji Polski, 13 lutego 1932) zdobył dla swojej drużyny bramkę. Podczas igrzysk w Garmisch-Partenkirchen w 1936 roku wystąpił w trzech meczach. Reprezentacja Niemiec zajęła piąte miejsce w turnieju, ex aequo ze Szwecją. Strobl w turnieju strzelił jedną bramkę – 13 lutego 1936 w meczu przeciwko reprezentacji Kanady.

## Sukcesy
Reprezentacyjne
- Brązowy medal zimowych igrzysk olimpijskich: 1932
- Brązowy medal mistrzostw świata: 1934

Klubowe
- Złoty medal mistrzostw Niemiec: 1935, 1938, 1941, 1947, 1948
- Srebrny medal mistrzostw Niemiec: 1928, 1929, 1932, 1933, 1934, 1936, 1937, 1953